# River Heights
River Heights é uma cidade localizada no estado norte-americano de Utah, no Condado de Cache.

## Demografia
Segundo o censo norte-americano de 2000, a sua população era de 1496 habitantes.
Em 2006, foi estimada uma população de 1305, um decréscimo de 191 (-12.8%).

## Geografia
De acordo com o United States Census Bureau tem uma área de
1,5 km², dos quais 1,5 km² cobertos por terra e 0,0 km² cobertos por água.

## Localidades na vizinhança
O diagrama seguinte representa as localidades num raio de 8 km ao redor de River Heights.